# کولیاچان
کولیاچان (به اسپانیایی: Culiacán) یک شهر در مکزیک است که در Culiacán Municipality واقع شده‌است. کولیاچان ۶۳ کیلومتر مربع مساحت و ۸۵۸٬۶۳۸ نفر جمعیت دارد.

## خواهرخوانده
شهر تورئون٬ کواویلا خواهرخواندهٔ کولیاچان هست.

## نگارخانه

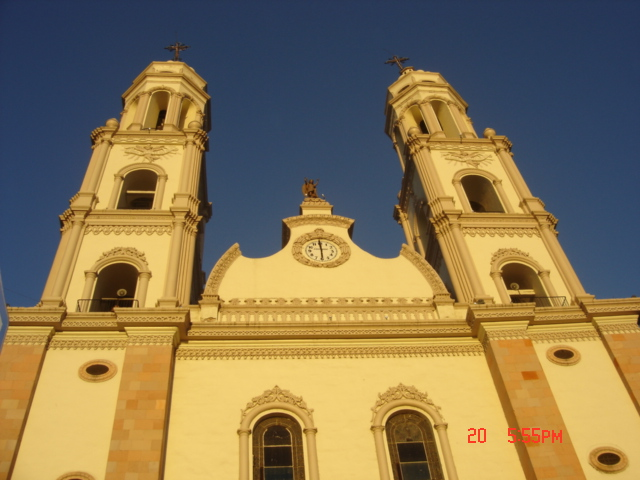
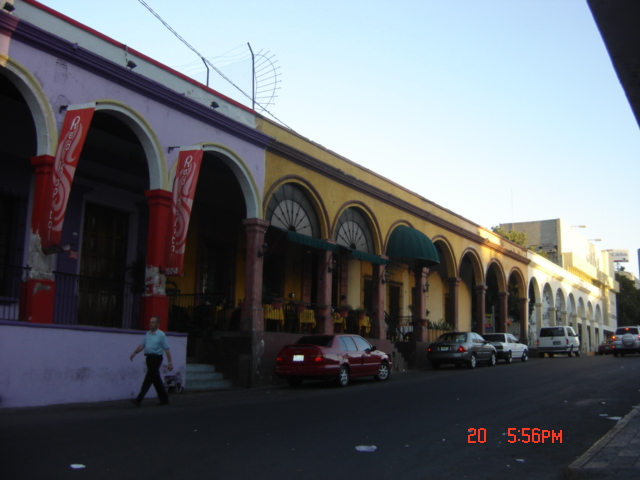
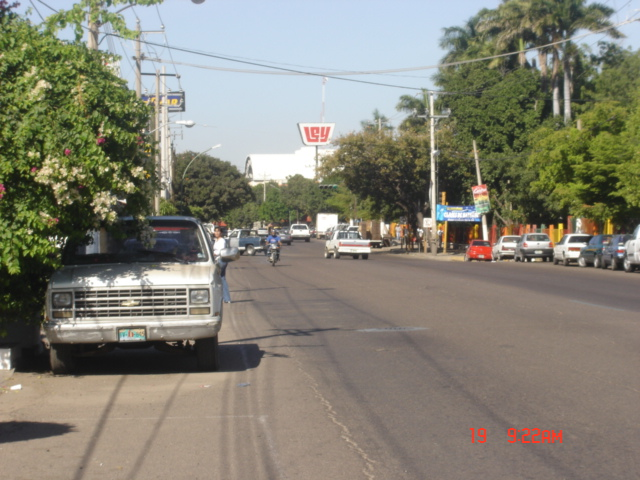
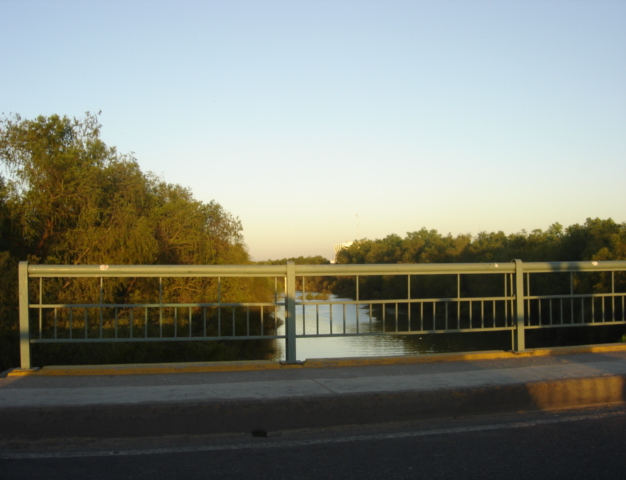
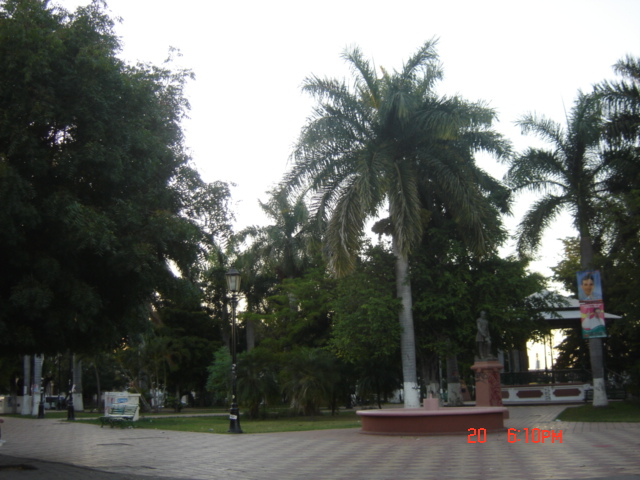